# ایوان کواچ
ایوان کواچ (مجاری: Kovács Iván؛ زادهٔ ۸ فوریهٔ ۱۹۷۰) شمشیرباز اهل مجارستان است.